# Аргі-Пагі
Аргі-Пагі (рос. Арги-Паги) — село у Тимовському міському окрузі Сахалінської області Російської Федерації.
Населення становить 964 особи (2013).

## Історія
Від 1963 року належить до Тимовського міського округу Сахалінської області.

## Населення
| 2002 | 2010  | 2013 |
| ---- | ----- | ---- |
| 1482 | ↘1044 | ↘964 |